# NGC 1056
NGC 1056 è una galassia a spirale situata nella costellazione dell'Ariete, a una distanza di circa 64 milioni di anni luce dalla nostra Via Lattea.

## Scoperta
La galassia è stata scoperta il 26 ottobre 1786 dall'astronomo britannico di origine tedesca William Herschel.

## Descrizione
NGC 1056 ha una classe di luminosità I e presenta una larga riga a 21 cm dell'idrogeno neutro.
Nella galassia sono presenti anche regioni di idrogeno ionizzato. È una galassia attiva del tipo Seyfert 2. Ha un nucleo molto luminoso nell'ultravioletto ed è iscritta nel catalogo di Markarian con il codice Mrk 1183 (MK 1183).

## Supernova
Il 24 gennaio 2011, all'interno di NGC 1056 è stata scoperta la supernova SN 2011aq da S. B. Cenko, W. Li e A. V. Filippenko nel corso del programma LOSS (Lick Observatory Supernova Search) dell'Osservatorio Lick. La supernova è stata classificata di tipo II.